# Perieni
Perieni is een Roemeense gemeente in het district Vaslui.
Perieni telt 3733 inwoners.